# Cono d'emergenza
Struttura tipica di un neurone

Il cono d'emergenza, o monticolo dell'assone o monticolo assonico, è una zona specifica di un neurone posta a livello del primo nodo di Ranvier, in cui insorge il primo potenziale d'azione.

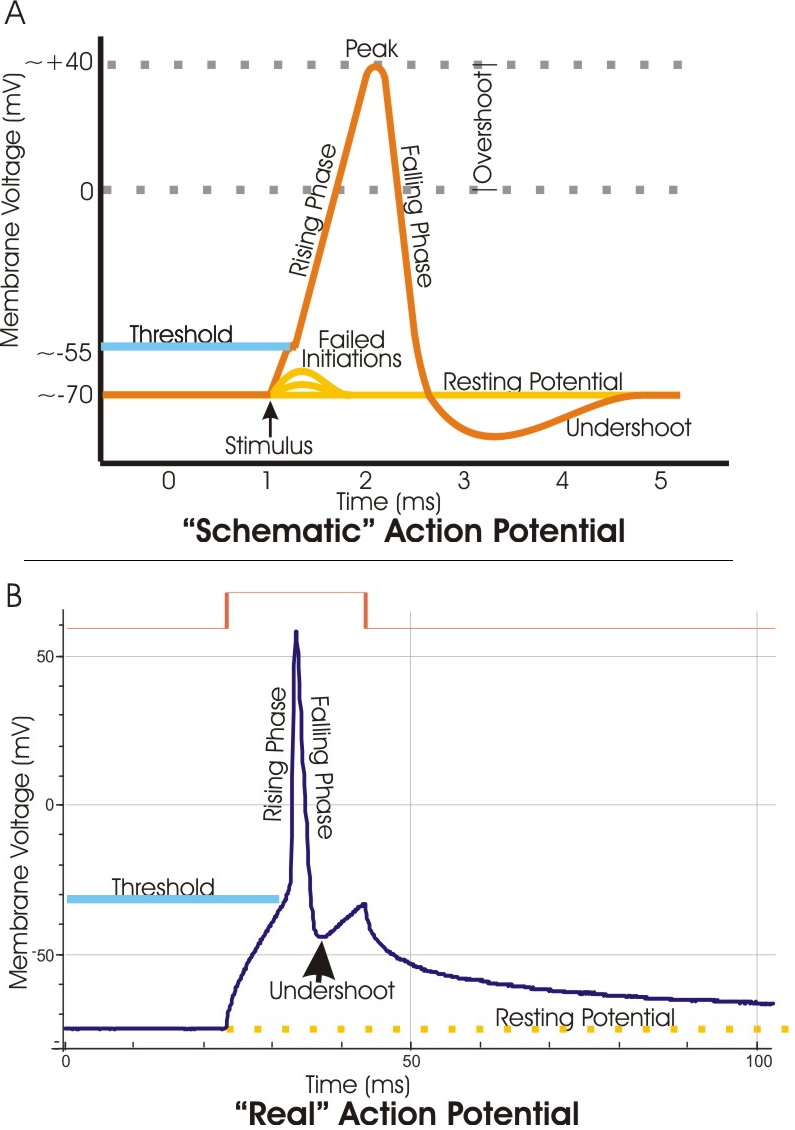

Ciò è possibile grazie alla presenza sulla membrana del cono di emergenza di numerosi canali per il sodio e per il potassio voltaggio-dipendenti, responsabili dello sviluppo di un potenziale d'azione.
La presenza di molteplici canali implica una soglia molto bassa, ed avere un valore soglia basso significa che il potenziale insorge con una minore depolarizzazione della membrana.
Oltre ai canali per il sodio e per il potassio voltaggio-dipendenti delayed rectifier, a livello dell'encoder ritroviamo dei canali anomali per il potassio che si chiudono con la depolarizzazione. Maggiore è l'entità della depolarizzazione, maggiore è l'inattivazione di questi canali. Tali canali contribuiscono a diminuire il periodo di refrattarietà relativa, durante il quale restano inattivi e dunque è impossibile avere un secondo potenziale d'azione immediato. La regolazione della frequenza di scarica è infatti dovuta a questi canali anomali per il potassio. Più sono abbondanti questi canali, minore è il periodo di iperpolarizzazione postuma del neurone, dunque il secondo potenziale insorge prima. Inoltre, maggiore è l'intensità dello stimolo, maggiore sarà la frequenza di scarica. Poiché la frequenza di scarica è il reciproco del periodo dell'iperpolarizzazione postuma e poiché tale periodo è ridotto dalla presenza di canali anomali per il potassio, allora questi canali hanno la funzione di aumentare la frequenza di scarica dell'encoder. 